# Andreas Küng
Pour les articles homonymes, voir Küng.
Andreas Küng (né le 17 mai 1983 à Winterthour, en Suisse) est un joueur professionnel suisse de hockey sur glace qui évolue en position d'attaquant.

## Biographie

### Carrière en club
Formé à l'EHC Kloten, Andreas Küng fait ses débuts professionnels en 2002 avec le HC Thurgovie de la Ligue Nationale B (LNB), le second échelon du hockey sur glace en Suisse. La saison suivante, il passe l'essentiel de l'édition en LNB avec le SC Langenthal, disputant aussi quelques parties avec l'EV Zoug au sein de l'élite suisse, la Ligue Nationale A (LNA).
Après deux années supplémentaires avec Langenthal, il porte successivement les couleurs de deux autres clubs de LNB : le HC Bienne puis le HC Olten. Avec le premier, il remporte la LNB en 2007 et, avec le second, il finit meilleur pointeur de la saison 2007-2008 de l'équipe avec 46 points. Au cours de la saison 2008-2009, il retrouve Bienne, promu depuis en LNA.
Pour l'édition suivante, il joue de nouveau pour Thurgovie. Malgré une neuvième et avant-dernière place au classement de la LNB, il réalise sa meilleure saison avec 48 points inscrits en 39 parties disputées, deuxième plus grand total de l'équipe après Steve Brulé. À la fin de cet exercice, il est prêté aux Rapperswil-Jona Lakers et les aide à se maintenir en LNA. Suivant une nouvelle saison difficile pour Thurgovie qui finit dernier, il termine meilleur marqueur de l'effectif avec 40 points. Il finit l'édition avec le HC Viège, auquel il est prêté, et participe à leur conquête du titre de champion de LNB.

### Carrière internationale
Il représente la Suisse lors du championnat du monde des moins de 18 ans 2001 à l'issue duquel elle remporte la médaille d'argent,.

## Statistiques
| Saison    | Équipe                 | Ligue     |    | Saison régulière | Saison régulière | Saison régulière | Saison régulière | Saison régulière |   | Séries éliminatoires | Séries éliminatoires | Séries éliminatoires | Séries éliminatoires | Séries éliminatoires |
| Saison    | Équipe                 | Ligue     | PJ | B                | A                | Pts              | Pun              | PJ               | B | A                    | Pts                  | Pun                  |                      |                      |
| 2002-2003 | HC Thurgovie           | LNB       | 6  | 0                | 0                | 0                | 4                | -                | - | -                    | -                    | -                    |                      |                      |
| 2003-2004 | EV Zoug                | LNA       | 8  | 0                | 1                | 1                | 0                | -                | - | -                    | -                    | -                    |                      |                      |
| 2003-2004 | SC Langenthal          | LNB       | 30 | 5                | 3                | 8                | 14               | -                | - | -                    | -                    | -                    |                      |                      |
| 2004-2005 | SC Langenthal          | LNB       | 43 | 6                | 16               | 22               | 34               | -                | - | -                    | -                    | -                    |                      |                      |
| 2005-2006 | SC Langenthal          | LNB       | 41 | 6                | 13               | 19               | 55               | -                | - | -                    | -                    | -                    |                      |                      |
| 2006-2007 | HC Bienne              | LNB       | 45 | 9                | 11               | 20               | 24               | -                | - | -                    | -                    | -                    |                      |                      |
| 2007-2008 | HC Olten               | LNB       | 49 | 17               | 29               | 46               | 30               | 5                | 1 | 0                    | 1                    | 4                    |                      |                      |
| 2008-2009 | HC Bienne              | LNA       | 33 | 2                | 3                | 5                | 8                | 16               | 2 | 1                    | 3                    | 4                    |                      |                      |
| 2008-2009 | SC Langenthal          | LNB       | 10 | 0                | 1                | 1                | 14               | -                | - | -                    | -                    | -                    |                      |                      |
| 2009-2010 | HC Thurgovie           | LNB       | 39 | 12               | 36               | 48               | 62               | -                | - | -                    | -                    | -                    |                      |                      |
| 2009-2010 | Rapperswil-Jona Lakers | LNA       | 3  | 1                | 0                | 1                | 2                | 7                | 0 | 0                    | 0                    | 0                    |                      |                      |
| 2010-2011 | HC Thurgovie           | LNB       | 41 | 9                | 31               | 40               | 10               | -                | - | -                    | -                    | -                    |                      |                      |
| 2010-2011 | HC Viège               | LNB       | 3  | 1                | 5                | 6                | 4                | 17               | 2 | 9                    | 11                   | 12                   |                      |                      |
| 2011-2012 | HC Thurgovie           | LNB       | 41 | 11               | 23               | 34               | 10               | -                | - | -                    | -                    | -                    |                      |                      |
| 2011-2012 | HC Viège               | LNB       | 2  | 0                | 1                | 1                | 0                | 9                | 1 | 2                    | 3                    | 4                    |                      |                      |
| 2012-2013 | HC Thurgovie           | LNB       | 40 | 8                | 31               | 39               | 10               | -                | - | -                    | -                    | -                    |                      |                      |
| 2012-2013 | HC Bâle                | LNB       | 5  | 2                | 3                | 5                | 2                | -                | - | -                    | -                    | -                    |                      |                      |
| 2012-2013 | Lausanne HC            | LNB       | 1  | 0                | 0                | 0                | 2                | 21               | 1 | 3                    | 4                    | 4                    |                      |                      |
| 2013-2014 | HC Thurgovie           | LNB       | 45 | 5                | 21               | 26               | 28               | 4                | 0 | 2                    | 2                    | 2                    |                      |                      |
| 2014-2015 | HC Thurgovie           | LNB       | 48 | 7                | 11               | 18               | 26               | 4                | 1 | 0                    | 1                    | 0                    |                      |                      |
| 2015-2016 | HC Thurgovie           | LNB       | 45 | 1                | 8                | 9                | 16               | -                | - | -                    | -                    | -                    |                      |                      |
| 2016-2017 | HC Thurgovie           | LNB       | 45 | 5                | 10               | 15               | 14               | 4                | 0 | 0                    | 0                    | 0                    |                      |                      |
| 2017-2018 | EHC Wilen-Neunforn     | 1er ligue | 1  | 1                | 1                | 2                | 0                | -                | - | -                    | -                    | -                    |                      |                      |

| Année | Compétition |   | PJ | B | A | Pts | Pun      |  | Résultat |
| 2001  | CM -18 ans  | 7 | 0  | 0 | 0 | 4   | Deuxième |  |          |

## Titres et honneurs personnels
- Championnat du monde moins de 18 ans de hockey sur glace
  - Vice-champion du monde 2001 avec la Suisse
- Ligue Nationale B
  - Champion de LNB 2007, avec le HC Bienne, et 2011, avec le HC Viège